# James Lavelle
James Lavelle (né en 1974 à Oxford au Royaume-Uni), musicien et DJ, est surtout le fondateur et responsable du label londonien Mo'Wax, catalyseur du mouvement trip hop, de 1992 à 2003. Il est également le membre fondateur et permanent du groupe UNKLE. Il officie encore régulièrement en tant que DJ et a signé ses mixes sous son propre nom ou celui d'UNKLE:Sounds.
Il a créé en 2007 le label Surrender All pour les nouvelles sorties de son groupe UNKLE.
Le label fut aussi affilié à une boutique de vêtement au nom de Surrender Store pour une courte durée.

## Discographie
- 1998 : Psyence Fiction.
- 2003 : Never, Never, Land.
- 2005 : Edit Music for a Film: Original Motion Picture Soundtrack Reconstruction.
- 2006 : Self Defence: Never, Never, Land Reconstructed and Bonus Beats.
- 2007 : War Stories.
- 2008 : More Stories.
- 2008 : End Titles... Stories For Film.
- 2010 : Where Did the Night Fall.
- 2011 : Another Night Out.
- 2017 : The Road: Part I.
- 2019 : The Road: Part II (Lost Highway).

## Mix
- 2001 - Tribal Gathering 1996 (Universe)
- 2001 - Fabric Live 01 (Fabric)
- 2002 - Global Underground 23 (GU023, Boxed)
- 2004 - Global Underground 26 (GU026, Boxed)